# Iserlohner Kunstpreis
Mit dem Iserlohner Kunstpreis wird das Werk eines etablierten Künstlers von überragender Qualität im Bereich Malerei oder Skulptur ausgezeichnet. Die Preisverleihung und die damit einhergehende Ausstellung in der Villa Wessel in Iserlohn bereichern das kulturelle Leben der Region.
Der Preis wurde von 2003 bis 2013 von der Bürgerstiftung der Sparkasse Iserlohn in Zusammenarbeit mit dem Verein „Wilhelm Wessel / Irmgart Wessel-Zumloh e. V.“ vergeben. Er war jeweils mit 15.000 Euro dotiert und wurde alle zwei Jahre, also sechsmal, juriert (Preisträger s. u.). Seit 2016 wird der Preis durch den Kunstverein „Wilhelm Wessel / Irmgart Wessel-Zumloh e.V.“ – mit Hilfe eines privaten, ungenannten Sponsors – verliehen und die Preissumme auf 20.000 Euro erhöht. Der Preis wird künftig alle drei Jahre verliehen.

## Bisherige Preisträger
- 2003: Max Neumann[1]
- 2005: Olav Christopher Jenssen[2]
- 2007: Leiko Ikemura[3]
- 2009: David Nash[4]
- 2011: Pia Fries[5]
- 2013: Jaume Plensa[6]
- 2016: Laura Ford[7]
- 2019: Robert Schad[8]
- 2022: Berlinde De Bruyckere[9]